# Тріамцинолону гексацетонід
Тріамцинолону гексацетонід, який, зокрема, продається під торговою маркою Aristospan – це препарат, який застосовують для лікування ювенільного ідіопатичного артриту (ЮІА). Його також можна використовувати при подагрі, бурситі та тендиніті. Препарат вводять шляхом інтраартикулярної ін'єкції (ін'єкції в суглоб). Ефект зберігається до 4 тижнів. Як альтернатива може бути використаний тріамцинолону ацетонід.
Побічні дії можуть включати тривожність, набряк, підвищений ризик інфекцій, порушення сну і виразкову хворобу. Рідко побічні дії можуть включати розрив сухожиль і центральну серозну хоріоретинопатію. Препарат є в першу чергу синтетичним глюкокортикоїдом і проявляє незначний мінералокортикоїдний ефект.
Був схвалений до застосування в медичній практиці в Сполучених Штатах у 1969 році. Препарат включений до орієнтовного переліку основних лікарських засобів ВООЗ. Станом на 2023 рік у Сполученому Королівстві флакон препарату об'ємом 20 мг коштував Національній системі охорони здоров'я (NHS) приблизно 12 фунтів стерлінгів.